# 알트템펠호프역
알트템펠호프역(U-Bahnhof Alt-Tempelhof)은 베를린 템펠호프쇠네베르크구 템펠호프에 있는 U6의 역이다. 1966년 2월 28일 CII선의 템펠호프역-알트마리엔도르프역 연장 구간 개통 당시에 개업했다.
1930년대 말 C선 연장 계획의 일부로 템펠호프역 남쪽 일부 구간의 지하 굴착 공사가 진행되었고, 현재의 카이저린아우구스타슈트라세역 직전까지 터널이 굴착되어 있었다. 1945년 8월 발생한 화재로 인해서 당시 굴착한 구간이 파괴되었고, 1961년이 되어서야 연장 구간을 다시 착공할 수 있었다. 이 과정에서 과거 굴착한 터널 일부가 재사용되었으나, 알트템펠호프역의 위치는 1930년대의 계획에서 변경되었다. 역 자체는 1962년에 대부분 완공되었다. 이 시기에 개통된 다른 역사처럼 브루노 그리메크(Bruno Grimmek)가 실용주의적으로 설계했다. 승강장 길이는 110 m, 폭은 7 m이다. 역사 내 외벽은 회녹색 소형 모자이크 타일로 마감되었으며, 열차 선로 위쪽은 흰색 목재 패널로 천장을 마감했으며, 기둥은 벽돌 마감되어 있다.
2018년 말 1960년대와 1970년대 서베를린에 건설된 도시 철도역 12곳의 일부로 베를린의 건축유산으로 지정되었다.
1993년에 엘리베이터가 설치된 인접한 템펠호프역과는 달리 엘리베이터 설치는 2016년까지 연기되어 있었다. 원래 계획은 2020년까지 엘리베이터를 설치하는 것이었다. 공사가 지연되어 2023년 현재 엘리베이터가 설치되어 있지 않다.

## 인접 철도역
| 베를린 지하철 6호선    | 베를린 지하철 6호선 | 베를린 지하철 6호선                              |
| ---------------------- | ------------------- | ------------------------------------------------ |
| 템펠호프 알트테겔 방면 | U6                  | 카이저린아우구스타슈트라세 알트마리엔도르프 방면 |